# Tortelloni
Les tortelloni sont un type de pâtes alimentaires originaire d'Italie, proche des tortellini mais d'une taille supérieure. Ils sont traditionnellement farcis de ricotta et de légumes à feuilles, comme le persil et/ou les épinards,.
Il existe de nombreuses variantes où les légumes sont remplacés par des ingrédients plus forts tels que des cèpes ou des noix. Une autre garniture courante pour les tortelloni, surtout dans les provinces de Ferrare, Modène et Reggio d'Émilie, est une pâte composée principalement de pulpe de citrouille et de biscuits amaretti.
Les tortelloni à base de ricotta et d'herbes sont généralement sautés avec du beurre fondu et des feuilles de sauge (ou parfois avec du ragù). Étant l'un des rares plats de pâtes d'Italie du Nord sans viande, ils constituent un plat traditionnel pour la veille de Noël.